# Nebovidy (Moravia meridionale)
Nebovidy (in tedesco Nebowid) è un comune della Repubblica Ceca facente parte del distretto di Brno-venkov, in Moravia Meridionale.